# Енантема
Енантема (англ. enanthem or enanthema) — висипання на слизових оболонках, у першу чергу, ротоглотки, носа, шлунка, кишечника. На відміну від шкірного висипання (екзантеми) деякі різновиди елементів висипу при енантемі не виникають.
При різних формах ентеровірусних інфекцій можуть спостерігатися різна енантеми.
- При герпангіні у хворого на тлі гіперемованої слизової оболонки на передніх дужках, м'якому піднебінні, язичку, піднебінних мигдалинах, задній стінці глотки з'являється енантема у вигляді папул, що швидко перетворюються на везикули. Через 1-2 дні везикули розриваються й на їхньому місці утворюються поверхневі ерозії з вузькою облямівкою гіперемії. Окремі ерозії можуть зливатися з утворенням великих виразкових дефектів. До кінця тижня ерозії загоюються без сліду.
- При хворобі «рука-нога-рот» разом з іншими проявами хвороби в ротоглотці з'являються афти (маленькі виразки) невеликого розміру, в незначній кількості, які розташовуються на язиці та слизовій оболонці щік.

При кору у початковому періоді на слизовій оболонці щік виникають білувато-сіруваті папули (за якими історично закріпилася назва «плями») від 1 до 3 мм у діаметрі, що оточені гіперемованою каймою. Вони складають сутність симптома Копліка, який є патогномонічним симптомом, тобто зустрічаються такі утворення лише при цій хворобі й повністю підтверджують цей діагноз. При цьому можлива поява іншої енантеми, що не є патогномонічною, симптому Форчгеймера, при якому з'являються маленькі червоні петехії на м'якому піднебінні.
При епідемічному паротиті виникає енантема у вигляді симптому Мурсу, що являє собою набряклість, гіперемію слизової оболонки рота навколо отвору слинної привушної (стенонової) протоки.
При скарлатині виникає енантема у вигляді послідовних змін поверхні язика, що призводить зрештою до суцільної еритеми його, яка нагадує поверхню полуниці.
При стоматиті виникають виразкові запальні виразки в роті, що мають вид відкритих, кровоточивих ранок, ранок, покритих білуватим або жовтуватим нашаруванням.
При простому герпесі за ураження ротової порожнини на гіперемованій слизовій порожнини рота з'являються невеликі прозорі пухирці — від поодиноких до тотального ураження всієї слизової оболонки рота й задньої стінки глотки. Через 1-3 дні на місці пухирців, які лопаються, утворюються численні поверхневі ерозії, які обумовлюють печіння та біль. Рідше на мигдаликах і задній стінці глотки з'являються пухирці, які швидко лопаються з утворенням виразок із сіруватим ексудатом на мигдаликах і задній стінці глотки.